# شرفاء أسول (أسول)
شرفاء أسول هي إحدى مشيخات المملكة المغربية، تتبع جغرافيا لإقليم تنغير وإداريًا لأسول. يقدر عدد سكانها بـ 1442 نسمة حسب الإحصاء الرسمي للسكان والسكنى لسنة 2004.